# アカデミー名誉賞
アカデミー名誉賞（アカデミーめいよしょう、英: Academy Honorary Award）は、1929年開催の第1回アカデミー賞から創設されたアカデミー賞の表彰である。1950年度の第23回から現在の名称であり、それ以前は特別賞（Special Award）として贈呈されていた。

## 概要
名誉賞はアカデミー理事会（Board of Governors）が贈る特別賞の1つで、生涯の功労、映画芸術と科学への貢献、アカデミーへの寄与に対して授与される。
2009年度からはアカデミー賞の授賞式とは別に開催されるガバナーズ賞で表彰が行われ、この式典で授与される各賞はオスカー名誉賞（Honorary Oscar）とも呼ばれる。毎年夏に映画芸術科学アカデミーの理事会によって受賞者が発表され、例年11月にディナー・イベントの形式で執り行われる。
日本関連では、1989年度の第62回で黒澤明に、2014年度の第87回（第6回ガバナーズ賞）で宮崎駿に名誉賞が贈られているほか、日本映画の『羅生門』（第24回）、『地獄門』（第27回）、『宮本武蔵』（第28回）の3作品に、1951年度から1955年度にかけて名誉外国語映画賞（後のアカデミー外国語映画賞、現在の国際長編映画賞）が授与されている。

## 歴代主な受賞者・団体

### アカデミー賞授賞式
- ジュブナイル賞を      、外国語映画の表彰を      で表示。

特別賞（1927年 - 1949年）
| 授賞式          | 特別賞 受賞 | 公式          |
| --------------- | --- | ------------- |
| 1927/28年 第1回 | チャールズ・チャップリン（『サーカス』の製作） | [ 1 ] [ 20 ]  |
| 1927/28年 第1回 | ワーナー・ブラザース（トーキー映画『ジャズ・シンガー』の製作） | [ 1 ] [ 20 ]  |
| 1928/29年 第2回 | 該当なし |               |
| 1929/30年 第3回 | 該当なし |               |
| 1930/31年 第4回 | 該当なし |               |
| 1931/32年 第5回 | ウォルト・ディズニー（ミッキーマウスの創作） | [ 21 ] [ 22 ] |
| 1932/33年 第6回 | 該当なし |               |
| 1934年 第7回    | ジュブナイル賞：シャーリー・テンプル（『歓呼の嵐』『可愛いマーカちゃん』『ベビイお目見得』『輝く瞳』の出演により） | [ 23 ] [ 24 ] |
| 1935年 第8回    | D・W・グリフィス | [ 25 ] [ 26 ] |
| 1936年 第9回    | W・ハワード・グリーン、ハル・ロッソン（『沙漠の花園』のカラー撮影） | [ 27 ] [ 28 ] |
| 1936年 第9回    | 『ザ・マーチ・オブ・タイム (The March of Time) 』（映画館で上映されていたラジオ・ニュース・シリーズ） | [ 27 ] [ 28 ] |
| 1937年 第10回   | エドガー・バーゲン（チャーリー・マッカーシーの腹話術） | [ 29 ] [ 30 ] |
| 1937年 第10回   | W・ハワード・グリーン（『スタア誕生』のカラー撮影） | [ 29 ] [ 30 ] |
| 1937年 第10回   | ニューヨーク近代美術館 フィルム・ライブラリ | [ 29 ] [ 30 ] |
| 1937年 第10回   | マック・セネット（コメディー技法への貢献） | [ 29 ] [ 30 ] |
| 1938年 第11回   | ハリー・M・ワーナー（歴史短編映画の制作） | [ 31 ] [ 32 ] |
| 1938年 第11回   | ウォルト・ディズニー（『白雪姫』の製作） | [ 31 ] [ 32 ] |
| 1938年 第11回   | Ｊ・アーサー・ボール（映画撮影におけるカラー技術の発展） | [ 31 ] [ 32 ] |
| 1938年 第11回   | オリヴァー・T・マーシュ、アレン・デイヴィ（『スウィートハーツ』のカラー撮影） | [ 31 ] [ 32 ] |
| 1938年 第11回   | 『北海の子』の特殊撮影と音響効果の11名。 - 特殊効果：ゴードン・ジェニングス、ジャン・ドメラ、デヴェルー・ジェニングス、イルミン・ロバーツ、アート・スミス、ファーショト・エドゥアール、ロイヤル・グリッグス / 音響効果：ローレン・L・ライダー、ハリー・D・ミルズ、ルイス・H・メセンコップ、ウォルター・オバーセット | [ 31 ] [ 32 ] |
| 1938年 第11回   | ジュブナイル賞：ディアナ・ダービン（『アヴェ・マリア』『年ごろ』の出演）とミッキー・ルーニー（『初恋合戦』などの“アンディ・ハーディ”シリーズと『少年の町』の出演により） | [ 31 ] [ 32 ] |
| 1939年 第12回   | ダグラス・フェアバンクス（アカデミー初代会長） | [ 33 ] [ 34 ] |
| 1939年 第12回   | 映画救済基金 (Motion Picture Relief Fund) ：ジーン・ハーショルト、ラルフ・モーガン、ラルフ・ブロック、コンラッド・ネーゲル | [ 33 ] [ 34 ] |
| 1939年 第12回   | ウィリアム・キャメロン・メンジース（『風と共に去りぬ』色彩） | [ 33 ] [ 34 ] |
| 1939年 第12回   | ジュブナイル賞：ジュディ・ガーランド（『青春一座』『オズの魔法使』の出演により） | [ 33 ] [ 34 ] |
| 1939年 第12回   | テクニカラー社（カラー撮影：三色法） | [ 36 ]        |
| 1940年 第13回   | ボブ・ホープ | [ 37 ] [ 38 ] |
| 1940年 第13回   | ネイサン・レヴィンソン（映画業界と陸軍の訓練用映画製作への貢献） | [ 37 ] [ 38 ] |
| 1941年 第14回   | 『ファンタジア』のサウンドでウォルト・ディズニー、ウィリアム・E・ギャリティ、ジョン・N・A・ホーキンス、RCA | [ 40 ] [ 41 ] |
| 1941年 第14回   | レオポルド・ストコフスキー（『ファンタジア』の音楽） | [ 40 ] [ 41 ] |
| 1941年 第14回   | レイ・スコット（『Kukan』（苦幹）監督） | [ 40 ] [ 41 ] |
| 1941年 第14回   | 英国情報省 (MOI) （ドキュメンタリー『ターゲット・フォー・トゥナイト (Target for Tonight) 』） | [ 40 ] [ 41 ] |
| 1942年 第15回   | シャルル・ボワイエ | [ 42 ] [ 43 ] |
| 1942年 第15回   | ノエル・カワード（『軍旗の下に』） | [ 42 ] [ 43 ] |
| 1942年 第15回   | メトロ・ゴールドウィン・メイヤー（『初恋合戦』などアンディ・ハーディ シリーズ） | [ 42 ] [ 43 ] |
| 1943年 第16回   | ジョージ・パル（人形アニメ、『パペトゥーンズ (Puppetoons) 』） | [ 44 ] [ 45 ] |
| 1944年 第17回   | ボブ・ホープ | [ 46 ] [ 47 ] |
| 1944年 第17回   | ジュブナイル賞：マーガレット・オブライエン（『幽霊は臆病者』『百万人の音楽』『若草の頃』の出演により） | [ 46 ] [ 47 ] |
| 1945年 第18回   | ウォルター・ウェンジャー | [ 48 ] [ 49 ] |
| 1945年 第18回   | 短篇映画『The House I Live In』：製作フランク・ロス、製作・監督マーヴィン・ルロイ、脚本アルバート・マルツ、作曲アール・ロビンソン、作詞ルイス・アラン、主演フランク・シナトラ | [ 48 ] [ 49 ] |
| 1945年 第18回   | リパブリック・ピクチャーズ、ダニエル・J・ブルームバーグ、リパブリック・サウンド部 | [ 48 ] [ 49 ] |
| 1945年 第18回   | ジュブナイル賞：ペギー・アン・ガーナー（『愛への旅路』『Junior Miss』『ブルックリン横丁』の出演により） | [ 48 ] [ 49 ] |
| 1946年 第19回   | ローレンス・オリヴィエ（『ヘンリィ五世』の製作、監督、主演） | [ 50 ] [ 51 ] |
| 1946年 第19回   | ハロルド・ラッセル（『我等の生涯の最良の年』出演により） | [ 50 ] [ 51 ] |
| 1946年 第19回   | エルンスト・ルビッチ | [ 50 ] [ 51 ] |
| 1946年 第19回   | ジュブナイル賞：クロード・ジャーマン Jr.（『子鹿物語』の出演により） | [ 50 ] [ 51 ] |
| 1947年 第20回   | 特別賞（外国語映画）：『靴みがき』（ イタリア） | [ 52 ] [ 53 ] |
| 1947年 第20回   | 『ビルの冒険物語』 | [ 52 ] [ 53 ] |
| 1947年 第20回   | ジェームズ・バスケット（『南部の唄』出演） | [ 52 ] [ 53 ] |
| 1947年 第20回   | ウィリアム・N・セリッグ（プロデューサー）、アルバート・Ｅ・スミス（監督）、トーマス・アーマット（技術者）、ジョージ・K・スプア（プロデューサー） | [ 52 ] [ 53 ] |
| 1948年 第21回   | 特別外国語映画賞：『聖バンサン』（ フランス） | [ 54 ] [ 55 ] |
| 1948年 第21回   | アドルフ・ズーカー（パラマウント映画を創業） | [ 54 ] [ 55 ] |
| 1948年 第21回   | シド・グローマン（チャイニーズ・シアターを建設） | [ 54 ] [ 55 ] |
| 1948年 第21回   | ウォルター・ウェンジャー（『ジャンヌ・ダーク』の製作） | [ 54 ] [ 55 ] |
| 1948年 第21回   | ジーン・ハーショルト（会長として4期に亙るアカデミーへの貢献） | [ 54 ] [ 55 ] |
| 1948年 第21回   | ジュブナイル賞：イワン・ヤンドル（『山河遥かなり』に出演したチェコスロバキアの子役）（外国人子役で初の受賞。欠席） | [ 54 ] [ 55 ] |
| 1949年 第22回   | 特別外国語映画賞：『自転車泥棒』（ イタリア） | [ 56 ] [ 2 ]  |
| 1949年 第22回   | フレッド・アステア | [ 56 ] [ 2 ]  |
| 1949年 第22回   | セシル・B・デミル | [ 56 ] [ 2 ]  |
| 1949年 第22回   | ジーン・ハーショルト（映画業界への貢献を讃えて）（生涯で3度目の特別賞受賞） | [ 56 ] [ 2 ]  |
| 1949年 第22回   | ジュブナイル賞：ボビー・ドリスコール（『わが心にかくも愛しき』『The Window』の出演により） | [ 56 ] [ 2 ]  |

名誉賞（1950年 - ）
| 授賞式        | 名誉賞 受賞 | 公式          |
| ------------- | --- | ------------- |
| 1950年 第23回 | 名誉外国語映画賞：『鉄格子の彼方』（ フランス イタリア合作） | [ 57 ] [ 3 ]  |
| 1950年 第23回 | ジョージ・マーフィ（俳優、後に上院議員） | [ 57 ] [ 3 ]  |
| 1950年 第23回 | ルイス・B・メイヤー | [ 57 ] [ 3 ]  |
| 1951年 第24回 | 名誉外国語映画賞：『羅生門』（ 日本） | [ 58 ] [ 59 ] |
| 1951年 第24回 | ジーン・ケリー（出演した『巴里のアメリカ人』の6部門受賞と同時に名誉賞を受賞）                                                                                                   | [ 58 ] [ 59 ] |
| 1952年 第25回 | 名誉外国語映画賞：『禁じられた遊び』（ フランス） | [ 60 ] [ 61 ] |
| 1952年 第25回 | ボブ・ホープ | [ 60 ] [ 61 ] |
| 1952年 第25回 | ハロルド・ロイド | [ 60 ] [ 61 ] |
| 1952年 第25回 | ジョセフ・M・シェンク | [ 60 ] [ 61 ] |
| 1952年 第25回 | メリアン・C・クーパー | [ 60 ] [ 61 ] |
| 1952年 第25回 | ジョージ・アルフレッド・ミッチェル（カメラ：ミッチェル撮影機の設計と開発） | [ 60 ] [ 61 ] |
| 1953年 第26回 | ピート・スミス（短編映画シリーズ『ピート・スミス・スペシャリティーズ』） | [ 62 ] [ 63 ] |
| 1953年 第26回 | ジョセフ・ブリーン | [ 62 ] [ 63 ] |
| 1953年 第26回 | 20世紀フォックス映画（シネマスコープ） | [ 6 ] [ 64 ]  |
| 1953年 第26回 | ベル&ハウエル・カンパニー（映画機材の製造企業） | [ 6 ] [ 64 ]  |
| 1954年 第27回 | 名誉外国語映画賞：『地獄門』（ 日本） | [ 65 ] [ 66 ] |
| 1954年 第27回 | グレタ・ガルボ | [ 65 ] [ 66 ] |
| 1954年 第27回 | ダニー・ケイ | [ 65 ] [ 66 ] |
| 1954年 第27回 | ケンプ・R・ナイヴァー | [ 65 ] [ 66 ] |
| 1954年 第27回 | ジュブナイル賞：ジョン・ホワイトリー、ヴィンセント・ウィンター（英国映画『ザ・リトル・キッドナッパーズ (The Little Kidnappers) 』の出演により。英国タイトル『The Kidnappers』） | [ 65 ] [ 66 ] |
| 1954年 第27回 | ボシュロム・オプティカル・カンパニー（Bausch & Lomb Optical Company）（光学機器メーカー）                                                                                       | [ 6 ]         |
| 1955年 第28回 | 名誉外国語映画賞：『宮本武蔵』（ 日本） | [ 68 ] [ 69 ] |

名誉賞（1956年 - ）
- アカデミー外国語映画賞の創設により、外国語映画の表彰は名誉賞から独立[70][注 6]。

| 授賞式        | 名誉賞 受賞                                                                                        | 公式            |
| ------------- | -------------------------------------------------------------------------------------------------- | --------------- |
| 1956年 第29回 | エディ・カンター                                                                                   | [ 71 ] [ 70 ]   |
| 1957年 第30回 | チャールズ・ブラケット                                                                             | [ 72 ] [ 73 ]   |
| 1957年 第30回 | B.B. カハネ                                                                                        | [ 72 ] [ 73 ]   |
| 1957年 第30回 | ギルバート・M・“ブロンコ・ビリー”・アンダーソン （西部劇 “ブロンコ・ビリー” シリーズを監督・主演） | [ 72 ] [ 73 ]   |
| 1957年 第30回 | 米国映画テレビ技術者協会（SMPTE）                                                                  | [ 6 ]           |
| 1958年 第31回 | モーリス・シュヴァリエ                                                                             | [ 75 ] [ 76 ]   |
| 1959年 第32回 | バスター・キートン                                                                                 | [ 77 ] [ 78 ]   |
| 1959年 第32回 | リー・ド・フォレスト                                                                               | [ 77 ] [ 78 ]   |
| 1960年 第33回 | ゲイリー・クーパー                                                                                 | [ 79 ] [ 80 ]   |
| 1960年 第33回 | スタン・ローレル                                                                                   | [ 79 ] [ 80 ]   |
| 1960年 第33回 | ジュブナイル賞：ヘイリー・ミルズ （『ポリアンナ』の出演により）                                    | [ 79 ] [ 80 ]   |
| 1961年 第34回 | ウィリアム・L・ヘンドリックス （海兵隊映画『A Force in Readiness』制作の愛国的功績に）             | [ 81 ] [ 82 ]   |
| 1961年 第34回 | フレッド・L・メッツラー                                                                            | [ 81 ] [ 82 ]   |
| 1961年 第34回 | ジェローム・ロビンズ                                                                               | [ 81 ] [ 82 ]   |
| 1962年 第35回 | 該当なし                                                                                           |                 |
| 1963年 第36回 | 該当なし                                                                                           |                 |
| 1964年 第37回 | ウィリアム・J・タトル （『ラオ博士の7つの顔』メイクアップ）                                        | [ 83 ] [ 84 ]   |
| 1965年 第38回 | ボブ・ホープ                                                                                       | [ 85 ] [ 86 ]   |
| 1966年 第39回 | ヤキマ・カヌート（スタントマン）                                                                   | [ 87 ] [ 88 ]   |
| 1966年 第39回 | Y・フランク・フリーマン                                                                            | [ 87 ] [ 88 ]   |
| 1967年 第40回 | アーサー・フリード                                                                                 | [ 89 ] [ 90 ]   |
| 1968年 第41回 | ジョン・チェンバース（『猿の惑星』のメイクアップ）                                                 | [ 91 ] [ 92 ]   |
| 1968年 第41回 | オナ・ホワイト（『オリバー！』の振り付け）                                                         | [ 91 ] [ 92 ]   |
| 1969年 第42回 | ケーリー・グラント                                                                                 | [ 93 ] [ 94 ]   |
| 1970年 第43回 | オーソン・ウェルズ                                                                                 | [ 95 ] [ 96 ]   |
| 1970年 第43回 | リリアン・ギッシュ                                                                                 | [ 95 ] [ 96 ]   |
| 1971年 第44回 | チャールズ・チャップリン                                                                           | [ 97 ] [ 98 ]   |
| 1972年 第45回 | チャールズ・S・ボーレン                                                                            | [ 99 ] [ 100 ]  |
| 1972年 第45回 | エドワード・G・ロビンソン                                                                          | [ 99 ] [ 100 ]  |
| 1973年 第46回 | グルーチョ・マルクス                                                                               | [ 101 ] [ 102 ] |
| 1973年 第46回 | アンリ・ラングロワ                                                                                 | [ 101 ] [ 102 ] |
| 1974年 第47回 | ハワード・ホークス                                                                                 | [ 103 ] [ 104 ] |
| 1974年 第47回 | ジャン・ルノワール                                                                                 | [ 103 ] [ 104 ] |
| 1975年 第48回 | メアリー・ピックフォード                                                                           | [ 105 ] [ 106 ] |
| 1976年 第49回 | 該当なし                                                                                           |                 |
| 1977年 第50回 | マーガレット・ブース                                                                               | [ 107 ] [ 108 ] |
| 1978年 第51回 | ローレンス・オリヴィエ                                                                             | [ 109 ] [ 110 ] |
| 1978年 第51回 | ウォルター・ランツ                                                                                 | [ 109 ] [ 110 ] |
| 1978年 第51回 | ニューヨーク近代美術館                                                                             | [ 109 ] [ 110 ] |
| 1978年 第51回 | キング・ヴィダー                                                                                   | [ 6 ]           |
| 1979年 第52回 | ハル・エリアス                                                                                     | [ 111 ] [ 112 ] |
| 1979年 第52回 | アレック・ギネス                                                                                   | [ 111 ] [ 112 ] |
| 1980年 第53回 | ヘンリー・フォンダ                                                                                 | [ 113 ] [ 114 ] |
| 1981年 第54回 | バーバラ・スタンウィック                                                                           | [ 115 ] [ 116 ] |
| 1982年 第55回 | ミッキー・ルーニー                                                                                 | [ 117 ] [ 118 ] |
| 1983年 第56回 | ハル・ローチ                                                                                       | [ 119 ] [ 120 ] |
| 1984年 第57回 | ジェームズ・ステュアート                                                                           | [ 121 ] [ 122 ] |
| 1984年 第57回 | 国立芸術基金（全米芸術基金）                                                                       | [ 121 ] [ 122 ] |
| 1985年 第58回 | ポール・ニューマン                                                                                 | [ 123 ] [ 124 ] |
| 1985年 第58回 | アレックス・ノース                                                                                 | [ 123 ] [ 124 ] |
| 1986年 第59回 | ラルフ・ベラミー                                                                                   | [ 125 ] [ 126 ] |
| 1987年 第60回 | 該当なし                                                                                           |                 |
| 1988年 第61回 | カナダ国立映画庁                                                                                   | [ 127 ] [ 128 ] |
| 1988年 第61回 | イーストマン・コダック・カンパニー                                                                 | [ 6 ]           |
| 1989年 第62回 | 黒澤明                                                                                             | [ 130 ] [ 131 ] |
| 1990年 第63回 | ソフィア・ローレン                                                                                 | [ 132 ] [ 133 ] |
| 1990年 第63回 | マーナ・ロイ                                                                                       | [ 132 ] [ 133 ] |
| 1991年 第64回 | サタジット・レイ                                                                                   | [ 134 ] [ 135 ] |
| 1992年 第65回 | フェデリコ・フェリーニ                                                                             | [ 136 ] [ 137 ] |
| 1993年 第66回 | デボラ・カー                                                                                       | [ 138 ] [ 139 ] |
| 1994年 第67回 | ミケランジェロ・アントニオーニ                                                                     | [ 140 ] [ 141 ] |
| 1995年 第68回 | チャック・ジョーンズ                                                                               | [ 142 ] [ 143 ] |
| 1995年 第68回 | カーク・ダグラス                                                                                   | [ 142 ] [ 143 ] |
| 1996年 第69回 | マイケル・キッド                                                                                   | [ 144 ] [ 145 ] |
| 1997年 第70回 | スタンリー・ドーネン                                                                               | [ 146 ] [ 147 ] |
| 1998年 第71回 | エリア・カザン                                                                                     | [ 148 ] [ 149 ] |
| 1999年 第72回 | アンジェイ・ワイダ                                                                                 | [ 150 ] [ 151 ] |
| 2000年 第73回 | ジャック・カーディフ                                                                               | [ 152 ] [ 153 ] |
| 2000年 第73回 | アーネスト・レーマン                                                                               | [ 152 ] [ 153 ] |
| 2001年 第74回 | シドニー・ポワチエ                                                                                 | [ 154 ] [ 155 ] |
| 2001年 第74回 | ロバート・レッドフォード                                                                           | [ 154 ] [ 155 ] |
| 2002年 第75回 | ピーター・オトゥール                                                                               | [ 159 ] [ 160 ] |
| 2003年 第76回 | ブレイク・エドワーズ                                                                               | [ 161 ] [ 162 ] |
| 2004年 第77回 | シドニー・ルメット                                                                                 | [ 163 ] [ 164 ] |
| 2005年 第78回 | ロバート・アルトマン                                                                               | [ 166 ] [ 167 ] |
| 2006年 第79回 | エンニオ・モリコーネ                                                                               | [ 169 ] [ 170 ] |
| 2007年 第80回 | ロバート・F・ボイル（美術監督）                                                                    | [ 171 ] [ 172 ] |
| 2008年 第81回 | 該当なし                                                                                           |                 |

### ガバナーズ賞授賞式
名誉賞（2009年 - ）
- 受賞者はアカデミー賞の授賞式でも紹介される[173]。
- 受賞者とプレゼンター以外に出席する映画関係者は、基本的に映画スタジオからの招待による[174]。

| アカデミ ー賞 | ガバナー ズ賞         | 名誉賞 受賞                                                                               | 公式                    | 脚注                   |
| ------------- | --------------------- | ----------------------------------------------------------------------------------------- | ----------------------- | ---------------------- |
| 2009年 第82回 | 第1回 11月14日        | ローレン・バコール                                                                        | [ 175 ]                 | [ 176 ] [ 177 ] [ 12 ] |
| 2009年 第82回 | 第1回 11月14日        | ロジャー・コーマン                                                                        | [ 175 ]                 | [ 176 ] [ 177 ] [ 12 ] |
| 2009年 第82回 | 第1回 11月14日        | ゴードン・ウィリス                                                                        | [ 175 ]                 | [ 176 ] [ 177 ] [ 12 ] |
| 2010年 第83回 | 第2回 11月13日        | ケヴィン・ブラウンロー                                                                    | [ 180 ]                 | [ 181 ]                |
| 2010年 第83回 | 第2回 11月13日        | ジャン＝リュック・ゴダール（欠席）                                                        | [ 180 ]                 | [ 181 ]                |
| 2010年 第83回 | 第2回 11月13日        | イーライ・ウォラック                                                                      | [ 180 ]                 | [ 181 ]                |
| 2011年 第84回 | 第3回 11月12日        | ジェームズ・アール・ジョーンズ                                                            | [ 184 ]                 | [ 185 ]                |
| 2011年 第84回 | 第3回 11月12日        | ディック・スミス                                                                          | [ 184 ]                 | [ 185 ]                |
| 2012年 第85回 | 第4回 12月1日         | ハル・ニーダム                                                                            | [ 186 ] [ 187 ] [ 188 ] | [ 189 ]                |
| 2012年 第85回 | 第4回 12月1日         | D・A・ペネベイカー                                                                        | [ 186 ] [ 187 ] [ 188 ] | [ 189 ]                |
| 2012年 第85回 | 第4回 12月1日         | ジョージ・スティーヴンス・Jr                                                              | [ 186 ] [ 187 ] [ 188 ] | [ 189 ]                |
| 2013年 第86回 | 第5回 11月16日        | アンジェラ・ランズベリー                                                                  | [ 192 ] [ 193 ] [ 194 ] | [ 195 ]                |
| 2013年 第86回 | 第5回 11月16日        | スティーヴ・マーティン                                                                    | [ 192 ] [ 193 ] [ 194 ] | [ 195 ]                |
| 2013年 第86回 | 第5回 11月16日        | ピエロ・トージ                                                                            | [ 192 ] [ 193 ] [ 194 ] | [ 195 ]                |
| 2014年 第87回 | 第6回 11月8日         | ジャン＝クロード・カリエール                                                              | [ 196 ] [ 197 ] [ 198 ] | [ 199 ]                |
| 2014年 第87回 | 第6回 11月8日         | 宮崎駿                                                                                    | [ 196 ] [ 197 ] [ 198 ] | [ 199 ]                |
| 2014年 第87回 | 第6回 11月8日         | モーリン・オハラ                                                                          | [ 196 ] [ 197 ] [ 198 ] | [ 199 ]                |
| 2015年 第88回 | 第7回 11月14日        | スパイク・リー                                                                            | [ 206 ] [ 207 ]         | [ 208 ] [ 209 ]        |
| 2015年 第88回 | 第7回 11月14日        | ジーナ・ローランズ                                                                        | [ 206 ] [ 207 ]         | [ 208 ] [ 209 ]        |
| 2016年 第89回 | 第8回 11月12日        | ジャッキー・チェン                                                                        | [ 211 ] [ 212 ]         | [ 213 ]                |
| 2016年 第89回 | 第8回 11月12日        | アン・V・コーツ                                                                           | [ 211 ] [ 212 ]         | [ 213 ]                |
| 2016年 第89回 | 第8回 11月12日        | リン・スタルマスター                                                                      | [ 211 ] [ 212 ]         | [ 213 ]                |
| 2016年 第89回 | 第8回 11月12日        | フレデリック・ワイズマン                                                                  | [ 211 ] [ 212 ]         | [ 213 ]                |
| 2017年 第90回 | 第9回 11月11日        | アニエス・ヴァルダ                                                                        | [ 214 ] [ 215 ]         | [ 216 ] [ 217 ]        |
| 2017年 第90回 | 第9回 11月11日        | チャールズ・バーネット                                                                    | [ 214 ] [ 215 ]         | [ 216 ] [ 217 ]        |
| 2017年 第90回 | 第9回 11月11日        | ドナルド・サザーランド                                                                    | [ 214 ] [ 215 ]         | [ 216 ] [ 217 ]        |
| 2017年 第90回 | 第9回 11月11日        | オーウェン・ロイズマン                                                                    | [ 214 ] [ 215 ]         | [ 216 ] [ 217 ]        |
| 2018年 第91回 | 第10回 11月18日       | シシリー・タイソン                                                                        | [ 220 ] [ 221 ]         | [ 222 ]                |
| 2018年 第91回 | 第10回 11月18日       | ラロ・シフリン                                                                            | [ 220 ] [ 221 ]         | [ 222 ]                |
| 2018年 第91回 | 第10回 11月18日       | マーヴィン・レヴィ                                                                        | [ 220 ] [ 221 ]         | [ 222 ]                |
| 2019年 第92回 | 第11回 10月27日       | デヴィッド・リンチ                                                                        | [ 223 ] [ 224 ]         | [ 225 ] [ 226 ]        |
| 2019年 第92回 | 第11回 10月27日       | ウェス・ステュディ                                                                        | [ 223 ] [ 224 ]         | [ 225 ] [ 226 ]        |
| 2019年 第92回 | 第11回 10月27日       | リナ・ウェルトミューラー                                                                  | [ 223 ] [ 224 ]         | [ 225 ] [ 226 ]        |
| 2020年 第93回 |                       | 新型コロナウイルス感染症の世界的流行により、 ガバナーズ賞の授賞式と名誉賞の授与は中止に。 |                         | [ 227 ]                |
| 2021年 第94回 | 第12回 2022年 3月25日 | サミュエル・L・ジャクソン                                                                 | [ 228 ] [ 229 ]         | [ 注 10 ]              |
| 2021年 第94回 | 第12回 2022年 3月25日 | エレイン・メイ                                                                            | [ 228 ] [ 229 ]         | [ 注 10 ]              |
| 2021年 第94回 | 第12回 2022年 3月25日 | リヴ・ウルマン                                                                            | [ 228 ] [ 229 ]         | [ 注 10 ]              |
| 2022年 第95回 | 第13回 11月19日       | ユーザン・パルシー                                                                        | [ 236 ] [ 237 ]         | [ 238 ] [ 239 ]        |
| 2022年 第95回 | 第13回 11月19日       | ダイアン・ウォーレン                                                                      | [ 236 ] [ 237 ]         | [ 238 ] [ 239 ]        |
| 2022年 第95回 | 第13回 11月19日       | ピーター・ウィアー                                                                        | [ 236 ] [ 237 ]         | [ 238 ] [ 239 ]        |
| 2023年 第96回 | 第14回 2024年 1月9日  | アンジェラ・バセット                                                                      | [ 240 ] [ 241 ]         | [ 242 ] [ 243 ]        |
| 2023年 第96回 | 第14回 2024年 1月9日  | メル・ブルックス                                                                          | [ 240 ] [ 241 ]         | [ 242 ] [ 243 ]        |
| 2023年 第96回 | 第14回 2024年 1月9日  | キャロル・リトルトン                                                                      | [ 240 ] [ 241 ]         | [ 242 ] [ 243 ]        |
| 2024年 第97回 | 第15回 11月17日       | クインシー・ジョーンズ                                                                    | [ 247 ] [ 248 ]         | [ 249 ]                |
| 2024年 第97回 | 第15回 11月17日       | ジュリエット・テイラー                                                                    | [ 247 ] [ 248 ]         | [ 249 ]                |
| 2025年 第98回 | 第16回 11月16日       | トム・クルーズ                                                                            | [ 251 ]                 | [ 252 ]                |
| 2025年 第98回 | 第16回 11月16日       | デビー・アレン                                                                            | [ 251 ]                 | [ 252 ]                |
| 2025年 第98回 | 第16回 11月16日       | ウィン・トーマス                                                                          | [ 251 ]                 | [ 252 ]                |

## 備考

### 外国語映画の表彰
現在は独立した部門となっているアカデミー国際長編映画賞であるが、かつて外国語映画の表彰は、1947年度から1949年度にかけては「特別賞」の一つとして、1950年度から1955年度（1953年度は表彰なし）にかけては「名誉賞」の一つとして行われ、1956年度の第29回から、各国選出の代表作品がノミネートと受賞を競う、「アカデミー外国語映画賞」という単独の賞になった。そして2019年の名称変更により、第92回から今日の「国際長編映画賞」となった。

### アカデミー・ジュブナイル賞
アカデミー・ジュブナイル賞（Academy Juvenile Award, 子役賞）は、1934年度（第7回）から1960年度（第33回）までの26年間、18歳未満の12名の子役に贈られた特別賞と名誉賞で、ジュブナイル・オスカー（Juvenile Oscar）とも呼ばれた。